# Wyścigowe Samochodowe Mistrzostwa Polski 1961
Sezon 1961 był dziewiątym sezonem Wyścigowych Samochodowych Mistrzostw Polski.
Sezon liczył trzy eliminacje na torach w Opolu (2 razy) i Poznaniu. Samochody uczestniczące w mistrzostwach dzieliły się na pojazdy kategorii Formuła Junior (zgodnej z przepisami FIA) oraz formuły wolnej (wszystkie samochody niespełniające przepisów Formuły Junior). Mimo tego podziału same zawody były rozgrywane bez podziału na klasy.
Każda eliminacja składała się z trzech biegów. Za miejsca w jednym biegu przyznawano punkty według klucza 20-16-13-11-10-9-8-7-6-5-4-3-2-1. Zwycięzcą eliminacji zostawał zdobywca największej liczby punktów z biegów, przy czym do wyników danej eliminacji każdemu kierowcy zaliczano najlepsze rezultaty z dwóch biegów.
Nagrodą za zwycięstwo w klasyfikacji była Srebrna Waza „Motoru”.

## Zwycięzcy
| Data      | Tor    | Zwycięzca (kierowcy) | Samochód            | Zwycięzca (zespoły)      |
| --------- | ------ | -------------------- | ------------------- | ------------------------ |
| 21 maja   | Opole  | Jerzy Jankowski      | Rak T2-Triumph      | Automobilklub Warszawski |
| 4 czerwca | Poznań | Antoni Weiner        | Rak Junior-Wartburg |                          |
| ?         | Opole  | Jerzy Jankowski      | Rak T2-Triumph      | Automobilklub Warszawski |

## Klasyfikacje
| Poz. | Kierowca             | Samochód               | Zespół                   |
| ---- | -------------------- | ---------------------- | ------------------------ |
| 1    | Antoni Weiner        | Rak Junior-Wartburg    |                          |
| 2    | Jerzy Jankowski      | Rak T2-Triumph         | Automobilklub Warszawski |
| 3    | Władysław Paszkowski | SAM-Simca; Krab 75-HRD | Automobilklub Warszawski |